# کارل روک
کارل روک (آلمانی: Carl Ruck; ۲۳ دسامبر ۱۹۱۲ – ۱ ژانویهٔ ۱۹۸۰) بازیکن هاکی روی چمن اهل آلمان بود.
او عضو تیم هاکی روی چمن آلمان در بازی‌های المپیک تابستانی ۱۹۳۶ بود و با آن تیم موفق به کسب مدال نقره شد. او یک مسابقه به عنوان مهاجم انجام داد.